# Élections régionales de 2015 en Vénétie
Les élections régionales de 2015 en Vénétie (en italien : Elezioni regionali del 2015 in Veneto) ont eu lieu le 31 mai 2015 afin d'élire le président et les conseillers de la Xe législature du conseil régional de Vénétie pour un mandat de cinq ans.

## Système électoral

Région de Vénétie.

La Vénétie est une région italienne à statut simple. 
Le conseil régional ainsi que son président sont élus simultanément pour cinq ans au suffrage universel direct. Les 51 conseillers sont élus au scrutin proportionnel plurinominal avec listes ouvertes, panachage, vote préférentiel et seuil électoral de 3 %, tandis que le président est élu au scrutin uninominal majoritaire à un tour. Ce dernier se présente obligatoirement en tant que candidat d'une liste en lice pour le conseil régional, ce qui interdit de fait les candidatures sans étiquettes.
La liste du président élu reçoit d'emblée une prime majoritaire lui assurant la majorité absolue. La liste reçoit ainsi 29 sièges si elle a recueilli plus de 50 % des suffrages, 28 sièges si la liste a obtenu entre 40 et 45 % et enfin 27 sièges pour un résultat en dessous de 40 %. Les sièges sont ensuite repartis à la proportionnelle aux différentes listes ayant franchi le seuil électoral, et à leurs candidats en fonction des votes préférentiels qu'ils ont recueillis. Le seuil de 3 % n'est pas pris en compte pour les listes se présentant au sein d'une coalition ayant elle-même franchie un seuil relevé à 5 %. Par ailleurs, le président élu ainsi que le candidat arrivé en deuxième place de l'élection pour la présidence deviennent de droit membres du conseil, ce qui porte le total de conseillers à 51.

### Modalités
L'électeur vote sur un même bulletin pour un candidat à la présidence et pour la liste d'un parti. Il a la possibilité d'exprimer ce vote de plusieurs façons.
- Soit voter uniquement pour une liste, auquel cas son vote s'ajoute également à ceux pour le candidat à la présidence soutenu par la liste. Il a également la possibilité d'exprimer un vote préférentiel pour deux candidats de son choix sur la liste en écrivant leurs noms. Il ne doit dans ce cas pas écrire les noms de deux candidats de même sexe, ni un seul nom.

- Soit ne voter que pour un candidat à la présidence, auquel cas son vote n'est pas étendu à sa liste.

- Soit préciser son vote pour un candidat et son vote pour une liste. Contrairement à plusieurs autres régions italiennes, l'électeur peut effectuer un panachage en choisissant un candidat à la présidence et une liste ne faisant pas partie de celles soutenant le candidat choisi[1].

### Répartition des sièges
| Provinces                 | Sièges | +/- |  |
| Belluno                   | 2      | 1   |  |
| Padoue                    | 9      | 1   |  |
| Rovigo                    | 2      | 1   |  |
| Trévise                   | 9      | 1   |  |
| Venise                    | 9      | 1   |  |
| Vérone                    | 9      | 2   |  |
| Vicence                   | 9      | 1   |  |
| Candidats à la présidence | 2      | 5   |  |
| Total                     | 51     | 9   |  |

## Résultats
|                               |                               |            |            |                      |                                    |                                  |           |         |         |               |               |       |  |
| Présidence                    | Présidence                    | Présidence | Présidence | Présidence           | Conseil                            | Conseil                          | Conseil   | Conseil | Conseil | Conseil       | Conseil       | Total |  |
| Candidats                     | Candidats                     | Votes      | %          | Élus                 | Partis                             | Partis                           | Votes     | %       | +/-     | Sièges        | +/-           | Total |  |
|                               | Luca Zaia (Lega)              | 1 108 065  | 50,09      | 1                    |                                    | Zaia pour la présidence          | 427 363   | 23,09   | Nv.     | 13            | 13            |       |  |
|                               | Luca Zaia (Lega)              | 1 108 065  | 50,09      | 1                    | Ligue (Lega)                       | 329 966                          | 17,83     | 17,33   | 10      | 8             |               |       |  |
|                               | Luca Zaia (Lega)              | 1 108 065  | 50,09      | 1                    | Forza Italia (FI)                  | 110 573                          | 5,97      | 18,77   | 3       | 10            |               |       |  |
|                               | Luca Zaia (Lega)              | 1 108 065  | 50,09      | 1                    | Nous, pour la Vénétie indépendante | 49 929                           | 2,70      | Nv.     | 1       | 1             |               |       |  |
|                               | Luca Zaia (Lega)              | 1 108 065  | 50,09      | 1                    | Frères d'Italie (FdI)              | 48 163                           | 2,60      | Nv.     | 1       | 1             |               |       |  |
| Total Centre-droit            | Total Centre-droit            | 1 108 065  | 50,09      | 1                    | 965 994                            | 52,15                            | 8,56      | 28      | 3       | 29            |               |       |  |
|                               | Alessandra Moretti (PD)       | 503 147    | 22,74      | 1                    |                                    | Parti démocrate (PD)             | 308 438   | 16,66   | 3,68    | 8             | 6             |       |  |
|                               | Alessandra Moretti (PD)       | 503 147    | 22,74      | 1                    | Moretti pour la présidence         | 70 764                           | 3,82      | Nv.     | 2       | 2             |               |       |  |
|                               | Alessandra Moretti (PD)       | 503 147    | 22,74      | 1                    | Vénétie civique (SC-PSI-IdV)       | 26 903                           | 1,45      | 3,87    | 1       | 2             |               |       |  |
|                               | Alessandra Moretti (PD)       | 503 147    | 22,74      | 1                    | Vénétie nouvelle (SEL-FdV-SV)      | 20 282                           | 1,10      | 0,80    | —       | en stagnation |               |       |  |
|                               | Alessandra Moretti (PD)       | 503 147    | 22,74      | 1                    | Projet Vénétie autonome            | 6 242                            | 0,34      | 0,01    | —       | en stagnation |               |       |  |
| Total Centre-gauche           | Total Centre-gauche           | 503 147    | 22,74      | 1                    | 432 629                            | 22,37                            | 6,96      | 11      | 7       | 12            |               |       |  |
|                               | Jacopo Berti                  | 262 749    | 11,88      | —                    |                                    | Mouvement 5 étoiles (M5S)        | 192 630   | 10,41   | 7,83    | 5             | 5             | 5     |  |
|                               | Flavio Tosi                   | 262 569    | 11,87      | —                    |                                    | Liste Tosi                       | 105 836   | 5,72    | Nv.     | 3             | 3             |       |  |
|                               | Flavio Tosi                   | 262 569    | 11,87      | —                    | Area Popolare (NCD-UdC)            | 37 937                           | 2,05      | 2,87    | 1       | 2             |               |       |  |
|                               | Flavio Tosi                   | 262 569    | 11,87      | —                    | Vénétie en action                  | 26 119                           | 1,41      | Nv.     | 1       | 1             |               |       |  |
|                               | Flavio Tosi                   | 262 569    | 11,87      | —                    | Parti des retraités (PP)           | 14 625                           | 0,79      | Nv.     | —       | en stagnation |               |       |  |
|                               | Flavio Tosi                   | 262 569    | 11,87      | —                    | Union du Nord-Est                  | 11 173                           | 0,60      | 0,95    | —       | 1             |               |       |  |
|                               | Flavio Tosi                   | 262 569    | 11,87      | —                    | État vénitien-Razza Piave          | 3 487                            | 0,19      | Nv.     | —       | en stagnation |               |       |  |
| Total Tosi pour la présidence | Total Tosi pour la présidence | 262 569    | 11,87      | —                    | 199 177                            | 10,76                            | Nv.       | 5       | 5       | 5             |               |       |  |
|                               | Alessio Morosin               | 55 760     | 2,52       | —                    |                                    | Indépendance vénitienne          | 46 578    | 2,52    | Nv.     | 0             | en stagnation | 0     |  |
|                               | Laura Di Lucia Coletti        | 19 914     | 0,90       | —                    |                                    | L'Autre Vénétie (avec PRC-PCd'I) | 13 997    | 0,76    | Nv.     | 0             | en stagnation | 0     |  |
|                               |                               |            |            |                      |                                    |                                  |           |         |         |               |               |       |  |
| Votes valides                 | Votes valides                 | 2 212 204  | 96,31      |                      | Votes valides                      | Votes valides                    | 1 851 005 | 80,59   |         |               |               |       |  |
| Votes blancs et nuls          | Votes blancs et nuls          | 84 658     | 3,69       | Votes blancs et nuls | Votes blancs et nuls               | 445 857                          | 19,41     |         |         |               |               |       |  |
| Total candidats               | Total candidats               | 2 296 862  | 100        | 2                    | Total partis                       | Total partis                     | 2 296 862 | 100     | -       | 49            | 4             | 51    |  |
| Abstentions                   | Abstentions                   | 1 721 635  | 42,84      |                      |                                    |                                  |           |         |         |               |               |       |  |
| Inscrits/Participation        | Inscrits/Participation        | 4 018 497  | 57,16      |                      |                                    |                                  |           |         |         |               |               |       |  |